# Кусциньце
Кусциньце (пол. Kuścińce) — село в Польщі, у гміні Кузьниця Сокульського повіту Підляського воєводства.
Населення — 81 особа (2011).
У 1975-1998 роках село належало до Білостоцького воєводства.

## Демографія
Демографічна структура станом на 31 березня 2011 року:
|          | Загалом | Допрацездатний вік | Працездатний вік | Постпрацездатний вік |
| -------- | ------- | ------------------ | ---------------- | -------------------- |
| Чоловіки | 38      | 9                  | 25               | 4                    |
| Жінки    | 43      | 7                  | 23               | 13                   |
| Разом    | 81      | 16                 | 48               | 17                   |